# 25 Phocaea
25 Phocaea (fo-see'-a, in italiano 25 Focea) è un asteroide della Fascia principale.
Phocaea fu scoperto da Jean Chacornac il 6 aprile 1853 all'osservatorio astronomico di Marsiglia (Francia), dove lavorava come assistente. Fu il primo dei sei pianetini da lui individuati. Phocaea fu battezzato così in onore di Focea, città greca dell'antichità (l'attuale Foça in Turchia; il suo nome deriva dalla "foca", l'animale simbolo della città, raffigurato anche sulle monete) dalla quale, circa 2.600 anni fa, partirono i fondatori di Marsiglia.
Il pianetino è anche il membro rappresentativo degli asteroidi Focea, che hanno un semiasse maggiore compreso fra 2.25 e 2.5 AU, un'eccentricità maggiore di 0.1, e un'inclinazione compresa fra 18° e 32°.

## Osservazione dalla Terra
Il 13 maggio 1998 Phocaea ha occultato la stella SAO 139602 di magnitudine 8.3 (osservazioni in Arizona hanno permesso di raccogliere alcune informazioni sulla forma dell'asteroide).
Il 22 gennaio 2004 alle 14:21 UTC ha occultato la stella 2UCAC30798950 di magnitudine 11.9 (occultazione osservata in Giappone e Russia).